# Microlepia × austroizuensis
Microlepia × austroizuensis là một loài dương xỉ trong họ Dennstaedtiaceae. Loài này được N.Nakato & Seriz. mô tả khoa học đầu tiên năm 1981.